# 天空侵犯
《天空侵犯》是由三浦追儺原作、大羽隆廣作畫的日本漫畫作品。由讲谈社出版，單行本全21冊。2020年10月，正式宣佈由ZERO-G進行動畫化，定於2021年2月25日於Netflix獨家播映。

## 故事概要
女高中生本城遊理意外進入了一個莫名的世界，這裡只有高樓大廈與連結它們的吊橋，還有戴著面具的人在她面前殺人。遊理為了逃離面具人的追殺，迅速逃跑，然而想往下走卻看到通知：不可回到地面，所以只能再度回到高樓樓頂。
遊理拿出手機打給哥哥，哥哥接起了電話，而且哥哥也在這莫名的世界中。本城遊理為了能見到她最敬愛的哥哥，而在這世界努力克服自己的恐懼，將各式面具人擊倒並尋找隊友。兄妹倆分別在不同地方集結隊友，對抗這世界的各種怪象，兄妹倆究竟能否見面呢……

## 登場人物
本城遊理（聲優：白石晴香（動畫）、雨宮天（漫畫宣傳片））
主角。女高中生16歲，勇火與理火的妹妹。對於哥哥的要求逼自己一定要做到，所以哥哥說(妳一定不要出事)，而決心要平平安安活下去。其後在營救二瀨真由子因戴上破損的笑臉面具而進入「休眠模式」時，因管理者對服務員面具人下指示，告知了遊理如何拯救真由子的方法，進而在服務員面具人的指引下得到無口面具，成為近神者，後期覺醒管理者能力「超越邊界」，稱號「天魔」，被管理者視為危險人物，「完全神」的相反存在，管理者將她犯的罪狀取名為「天空侵犯」。
沒有特別明顯的超能力，僅有「自我強化能力」，該能力為身體能力全面爆發性增幅，促使大腦的處理速度強化數倍，且有異於常人的動態視覺與怪力；與其他近神者一樣擁有操控面具人的能力，但唯一符合波長而能順利操控的對象只有面具人中最強的「大天使」，最終覺醒管理者能力「超越邊界」，可以瞬間橫跨維度空間，其能力完全狀態可破壞領域規則。
最終因統括者的裁決而成為最終贏家，阻止了全面殺戮行為，但為了維持領域邊界的存在而必須永遠待在領域中。
本城理火（聲優：榎木淳彌（動畫）、須藤翔（漫畫宣傳片））
遊理的哥哥，同時也是勇火的親弟弟。男高中生18歲，名字的涵義為「以理制火」，因為名字難聽而自己十分討厭，使用大錘，想早日見到妹妹。
實力極強，能以人類之軀同時殺死複數以上的面具人，但為了救吉田組而不慎被相川抓走當人質，相川與他相處的過程中，決定選他當自己的繼承人，於是對他使用了「使徒創造」，並要求排球面具人若有萬一時帶其逃亡，但最終依然以「使徒」身分覺醒，發揮出連相川都無法控制的巨大力量。
在續篇arrive中，以情報體姿態附身在大錘內。
二瀨真由子（聲優：青木志貴）
遊理的夥伴。與遊理在戰鬥中相識，對於遊理從原本的不信任，到最後有著超越親情般的羈絆，與遊理一同對抗面具人。曾一度為了對抗面具人的攻擊而戴上了破損的笑臉面具而進入「休眠模式」，此事件是促使遊理成為近神者的重大轉折，其後在新崎九遠以近神者能力的強制命令下而解除此狀態；後期與殘留在體內的面具意識進行對話後，啟動了面具的內建程式「磁碟重組」，將面具意識消除的同時，得到了類似近神者的自我強化能力，被管理者判定強度為等級6的守護天使。
狙擊手面具人／誠勇火（聲優：梅原裕一郎）
遊理遭遇的第一個強敵，理火的親生哥哥，遊理沒血緣的大哥(但小時候沒見過面)，在與遊理的戰鬥過程中面具破裂，而逐漸恢復記憶，對於近神者的九遠有著想保護她的情感。
之後因九遠追問他的過去，促使他想起自己一開始遭遇了兩名強大的面具人，而操縱兩名面具人的近神者為了需要人手尋找九遠，進而指使兩名面具人強迫他戴上面具，成為面具狙擊手，本名誠勇火，名字的涵義為「以勇制火」。
戰鬥方式除了遠距離狙擊外，室內戰鬥還能使用彈射進行無死角攻擊，之後從學徒面具人的攻擊方式中參考，多了使用飛刀的攻擊，以及利用飛刀進行狙擊彈射等立體式攻擊。
後期因九遠的死亡而使九遠的精神體潛入自己體內，解除了休眠模式後，九遠將近神者的所有權限讓渡給他，成為近神者，稱號為「第二審判」。
新崎九遠（聲優：關根明良）
近神者之一，失去戴上無口面具前的記憶，被城勇火救下後就與他一起行動，期間逐漸對城勇火抱持好感。
是被日下部彌生所盯上的主要目標，目的是為了拿到她的能力再將她殺死。
是近神者中為「較近神者」的獨特存在，稱號為「審判」，擁有操控「超電磁砲」權限的能力，同時也有操控面具人的權限，但這項能力因與自身契合度不足而無法使用。
相川守（聲優：福山潤）
26歲的高中教師，本作中第四位近神者。最終被管理者以不正當地手法殺害。
小學時代，以親人的不幸為契機而扭曲的“優勝劣汰”的思想，抱著在領域內實現理想的野心。
為了與有可能成為其障礙的其他“近神者的人物”決戰，正在忙於收集情報和增強我方戰鬥力，是導致城勇火成為狙擊手面具人的元兇。另一方面，他似乎隱約掌握著成為“神”的必要條件。
近神者稱號為「天部」，所持有的面具人操控能力極強，能一次控制30位以上的面具人；以及主能力為「使徒創造」，可將沒有戴上面具的一般人類強制變成類似面具人的「天使」狀態，並進行操控。
經銷商面具人（聲優：伊藤靜）
守護天使之一，等級7，是指引遊理成為近神者的貴人。
姓名不詳，性格冷靜，24歲。服裝也是自己準備的。主要負責巡邏，當有外人接近電梯房時，就轉到電梯房附近巡邏。使用的槍械是“M4A1”，也有格鬥技術。而且動作比其他面具具有異常的速度。
巫女面具人
守護天使之一，等級4。巫女服穿扮，認定自己是神選之人，性格暴躁。
姓名不詳，年齡不詳，據說是她自己透露曾是一名大學生。雖然個性殘忍且愛慕虛榮，但也有單純的一面。使用的槍械是“M82狙擊步槍”，具有單手射擊的力量。
軍人面具人
守護天使之一，等級5。
姓名不詳，年齡不詳，由於年齡不詳，服裝似乎是在各個領域都有。從相當初期開始登場。使用的槍支為“M4A1”。在後半段左右死亡。

### 其他人物
青原和馬（聲優：遊佐浩二）
20多歲的外科醫生。和二瀨一起行動的遊理第一次遇到的“近神者”，本作中第二位出場的近神者。
一方面沉醉於到手的能力的厲害，另一方面，為了和同樣的“近神者”的將來的對立，抱著勝利的野心。因為醫療器械齊全，所以以有大型天線的大樓為據點。
初登場時鎖定了田邊，將田邊的夥伴殺死後，故意放走田邊，藉由他能吸引可能成為近神者的人前來將其殺死，但其實本人心地很善良。
與遊理一戰後，被超電磁炮的威力與遊理的唬人技術給震攝後，轉而投靠遊理，而遊理通過青原了解到近神者的特性與相關情報，最終和真理子一同與大天使展開死鬥的過程中，被大天使暗藏的一發子彈打中頸動脈而死，死前對艾因下達最後的命令，將艾因的控制權轉移給遊理，同時暗中將對面具人造成影響的「停止能力」交由艾因繼承。
艾因（聲優：安濟知佳）
德語中意思為數字“1”，全名不詳。年齡貌似是小女孩，貌似是卓韋的妹妹，為青原和馬所控制的天使之一，武器為武士刀，和馬死後控制權變為遊理掌握。
卓韋
德語中意思為數字“2”，全名不詳。年齡貌似是小男孩(被遊理誤認為是男生)，實際上是女性，貌似是艾因的姊姊，為青原和馬所控制的天使之一，被遊理槍殺而亡。
田邊幸雄（聲優：荻野晴朗）
經營田邊機械工業的60歲左右的直情的男性，武器是槍(矛)(而且這個槍是有名的天下三名槍(矛)的本多忠勝的愛矛蜻蜓切)。
就像理火一樣，為了自衛而組隊，卻在遭到襲擊時瞬間失去了4名同伴，從此對青原充滿了敵意，之後請遊理與真由子幫忙對抗青原，但抑制不住自己的怒火而闖入真由子與艾因之間的死鬥，被艾因砍至昏死狀態，現於以投靠遊理的青原所作為根據地的醫院中接受治療。
與大天使一戰時被打昏，過沒多久醒來後順利說服因戰鬥而已疲憊不堪的大天使，將其順利歸順於遊理。
最終被管理者給佔據身體，以非常規方式殺死相川守。
吉田陸矢（聲優：千葉翔也）
和遊理一樣是16歲的小個子男高中生。是作品中第3位“近神者”。
在原來的世界裡一直被愚弄的、被欺負的人、軟弱的本人也因為自己是廢柴而自卑。
也許是因為這樣的經驗，在作為虐弱者的殺氣騰騰的“領域”中能正確地使用自己的能力，知道理火的小組的存在並尋求接觸。
後期從相川與勇火的戰鬥中退出，被近神者「十王」鈴木笑里抓走作為人質，但他因對鈴木用計，而使鈴木對其疏忽大意，意外讓自己拿到「神之程式碼」，但因管理者的介入而導致自己的身體被其奪走。
沖原真司（聲優：緒方惠美）
一個戴著頭盔的矮小少年。雖然擁有不俗的槍法，但對戰鬥比較畏懼。前期為吉田組成員，後期為了得到能變成近神者的無口面具而主動投靠了「十王」鈴木笑里的陣營。
山波康平（聲優：古川慎）
在戰鬥中失去一隻眼睛，半邊臉纏著繃帶的青年。加入吉田的隊伍擔任協調者的角色，武器為手槍。
斋藤恵（聲優：古木望）
21歲的普通女生。在遭到面具人的襲擊時被吉田陸矢手下的天使僧侶面具所救，為求保命便加入了吉田的隊伍。由於接下來的戰鬥中僧侶面具為掩護自己而死，便開始鍛煉格鬥能力以求自救。
日下部彌生（聲優：日笠陽子）
穿著警察制服的女性，現實中的職業為律師。個性腹黑，年紀貌似是中年婦女，實際身分是卯月的母親，為相川守主力天使之一(大概是被強迫戴上面具)，由於虐待狂個性的關係，為了相川守的命令，不惜殺害沒有實力的天使人選，被小短刀面具人稱為老太婆。
白羽毛狙擊手面具人（聲優：瀨戶麻沙美）
姓名不詳，年齡不詳，相川守的主力天使之一。使用狙擊步槍作為武器，也有著極強的近身戰鬥能力。相川死後根據其遺願聽命於本城理火。
大天使（聲優：石川界人）
姓名不詳，年齡不詳，隸屬於日下部彌生的面具人。穿著黑色緊身連體衣，武器是能熔化對手的鐵柱。由於力量過於強大，日常狀態下能力被相川守封印。解除封印後與戰力全開的本城遊理勢均力敵，被遊理打敗後加入了她的隊伍。
卯月（聲優：瀨戶麻沙美）
全名不詳，小學生男性，被和馬救下，並非被和馬操控的天使，彌生的兒子，母親因為相川守操控，沒有辦法相認。
東遙華（聲優：櫻田佳歩）
小學生女性，與父親（聲優：岩崎征実）被理火一行人所救。其父有著自私的一面只希望他們父女倆得救即可，在後續的戰鬥中將吉田的隊伍出賣給了田邊幸雄，被同伴發現後立馬跪地求饒，遭到齋藤惠嘲諷: 與其這樣沒出息還不如直接戰死。

## 用語解說
領域
疑似異世界的無人空間，場景為高樓大廈與各式吊橋組成，因不明原因而使人類被傳送至該空間內，誤觸空間中放有各式面具的白色箱子，而導致部分人類成為失去控制的面具人，進而與之後被傳送該空間的人類相互廝殺，在劇情中揭示，領域是人為所造的可能極大，且真正功能是「用於誕生神的機關」。
該世界是由「統括者」所統治，而「管理者」是作為該世界的管理方，「管理者」本身不能當神，無法參加「神座爭奪戰」。
本身僅是被選上的人類才可能傳送至該世界中，但因管理者想要當神，而暗中背叛統括者，開始進行許多違規行為，其中一項是「傳送人類超出限值」，而導致遊理等人被捲入該世界。
面具
面具背後有著像電腦程式般的代碼，若人看到面具背面，便會像著了魔般，失去自己身體的控制權（僅笑臉面具），對於面具的命令唯命是從，就算是要殺人抑或是自殺都不可違抗，這世界的面具有四種分別為：
笑臉面具
又被稱為「天使的裝備」，由無表情面具人隨機放置在各處，得到者只要自身臉部靠近至一定的極近距離，就會被內涵的程式慫恿而戴上，最後被程式操控成為面具人而攻擊其他人。
憤怒面具
管理者方戰鬥人員，又被稱為「守護天使」，除非近神者大幅接近神，或被攻擊，不然並不會主動出擊。分別有等級1~9的面具人。
平時不會參與戰鬥，直到「較近神者」有兩名以上時則會全員出動進行篩選，守護天使本身不受近神者控制，但持有「神之程式碼」的近神者可以發動操控能力控制守護天使。
無表情面具
管理者方補給人員，負責運送物資給所有人，會將食物、水、笑臉面具放置在各處。
真面目為擬生命體，並非人類，同時也是管理者對於領域的最後一道保險，當管理者無法控制領域狀況的走向時，便會操縱他們殺光所有生命體，讓自己成為完全神。
無口面具
隨機出現在領域內的特定地方的面具，數量極少，得到者都有一定的運氣，若在未知情的情況下戴上此面具時，該面具會消除使用者「戴過該面具的記憶」，反之若事先知道此面具的存在與詳細情報時，記憶則不會被消除。
僅有管理者、守護天使知道所有無口面具所在處。戴上後便可成為近神者，當程式執行完後會自動破壞面具，避免被重複使用，屬於一次消耗性物品，因此近神者可以真面目出現。
面具人
即被笑臉面具控制的人。又被稱為「天使」。面具人沒有特定名稱，幾乎以佩戴的裝備或者打扮而稱呼之。面具人無法對近神者攻擊，甚至可被近神者控制。但對一般人卻有著迫使其自殺或殺害的任務。即使面具破損依然能使戴上者被操控，但會因為程式指令不完整而不能完整執行程式指令，而進入「休眠狀態」進入沉睡狀態，進入此模式時，僅剩兩小時的壽命，若沒有近神者協助解除該模式時，面具人會直接死亡。
面具人本身都帶有自殺命令，但依照近神者的操縱能力而定，可以抑制該命令。
種類各有不同，強度也有等級差異，其中最強的僅有一位被稱為「大天使」的面具人，強到甚至要用近神者將他封印力量後才能操控，目前唯一能以「正當方式」操控他的只有遊理一人。
近神者
意指「接近神的人」，為「神座爭奪戰」的候補人，普通人戴上無口面具後的最終型態，在這個世界中以成為「完全神」為首要目的，因此每位近神者彼此之間為競爭關係，也是結束這世界的關鍵角色。
能力比一般人、面具人高上許多。能力強大的近神者中成長為「較近神者」時會被管理者方冠上特定稱號作為識別，同時也成了守護天使必須消滅的存在。
近神者會因個人素質不同而獲得不同的能力與權限，只要自身有所成長即有可能使新的能力覺醒，多數近神者都擁有操控面具人的能力，但不能操控波長與自己不匹配的對象，另外可以將自身能力及權限移轉給自己所操控的面具人，但僅限於自身快死亡時或者死亡後才能將能力和權限進行移轉。
使徒
比身為「天使」的面具人更高階的唯一存在，僅持有「使徒創造」程式的近神者才有辦法創造出來，而該能力只有相川守使用。
使徒創造的程式，對於一般身體和精神能力中下的人使用，不但無法成功，更會令其精神失控或進入沉眠狀態，目前只有本城理火一人以該身分覺醒，其實力超越所有的守護天使甚至以上。

## 出版書籍
天空侵犯
| 冊數 | 講談社        | 講談社                 | 東立出版社     | 東立出版社             |
| 冊數 | 發售日期      | ISBN                   | 發售日期       | ISBN                   |
| ---- | ------------- | ---------------------- | -------------- | ---------------------- |
| 1    | 2014年5月9日  | ISBN 978-4-06-376979-1 | 2015年8月3日   | ISBN 978-986-382-998-0 |
| 2    | 2014年9月9日  | ISBN 978-4-06-377056-8 | 2015年11月23日 | ISBN 978-986-382-999-7 |
| 3    | 2015年1月9日  | ISBN 978-4-06-377111-4 | 2017年8月23日  | ISBN 978-986-431-000-5 |
| 4    | 2015年5月8日  | ISBN 978-4-06-377190-9 | 2017年12月11日 | ISBN 978-986-431-518-5 |
| 5    | 2015年8月7日  | ISBN 978-4-06-377292-0 | 2022年8月4日   | ISBN 978-986-462-069-2 |
| 6    | 2015年11月9日 | ISBN 978-4-06-377349-1 | 2024年5月27日  | ISBN 978-986-462-752-3 |
| 7    | 2016年2月9日  | ISBN 978-4-06-377422-1 |                |                        |
| 8    | 2016年5月9日  | ISBN 978-4-06-377461-0 |                |                        |
| 9    | 2016年8月9日  | ISBN 978-4-06-377499-3 |                |                        |
| 10   | 2016年11月9日 | ISBN 978-4-06-393073-3 |                |                        |
| 11   | 2017年2月9日  | ISBN 978-4-06-393137-2 |                |                        |
| 12   | 2017年5月9日  | ISBN 978-4-06-393187-7 |                |                        |
| 13   | 2017年7月7日  | ISBN 978-4-06-510028-8 |                |                        |
| 14   | 2017年10月6日 | ISBN 978-4-06-510262-6 |                |                        |
| 15   | 2018年1月9日  | ISBN 978-4-06-510726-3 |                |                        |
| 16   | 2018年4月9日  | ISBN 978-4-06-511240-3 |                |                        |
| 17   | 2018年7月9日  | ISBN 978-4-06-511787-3 |                |                        |
| 18   | 2018年10月9日 | ISBN 978-4-06-512601-1 |                |                        |
| 19   | 2019年1月9日  | ISBN 978-4-06-513870-0 |                |                        |
| 20   | 2019年4月9日  | ISBN 978-4-06-514871-6 |                |                        |
| 21   | 2019年7月9日  | ISBN 978-4-06-516663-5 |                |                        |

天空侵犯arrive
| 冊數 | 講談社        | 講談社                 |
| 冊數 | 發售日期      | ISBN                   |
| ---- | ------------- | ---------------------- |
| 1    | 2019年11月8日 | ISBN 978-4-06-517306-0 |
| 2    | 2020年2月7日  | ISBN 978-4-06-518169-0 |
| 3    | 2020年5月8日  | ISBN 978-4-06-518846-0 |
| 4    | 2020年9月9日  | ISBN 978-4-06-520328-6 |
| 5    | 2020年11月9日 | ISBN 978-4-06-521265-3 |
| 6    | 2021年2月9日  | ISBN 978-4-06-522354-3 |
| 7    | 2021年6月9日  | ISBN 978-4-06-523123-4 |

## 動畫
動畫於2021年2月25日於Netflix全世界（除中國大陸以外）獨占配信，中國大陸將由嗶哩嗶哩動畫獨佔配信。

### 工作人員
- 原作 - 三浦追儺、大羽隆廣[4]
- 導演、音響監督、編劇 - 高田雅博[4]
- 系列構成、編劇 - 待田堂子[4]
- 角色设计、總作画監督 - 植田羊一[4]
- 總作画監督 - 牛島勇二、五十内裕輔[4]
- 美術監督 - 谷口純基[4]
- 美術設定 - 根本洋行[4]
- 道具設計 - 小川浩[4]
- 色彩設計 - 小針裕子[4]
- 攝影監督 - 田中浩介[4]
- 3DCG監督  - 菅友彦[4]
- 編輯 - 宇都宮正記[4]
- 音樂 - tatsuo、酒井陽一[4]
- 音響制作 - セイバーリンクス[4]
- 动画制作 - ZERO-G[4]

### 主題歌
片头曲「HON-NO」
演唱：EMPiRE
作词：JsSxK
作曲：松隈健太
编曲：SCRAMBLES
片尾曲「わたしの名はブルー」
演唱：Have a Nice Day!
作词、作曲：浅见北斗
编曲：久保田真悟

### 各话列表
| 話數 | 日文標題 | 中文標題                 | 脚本     | 分鏡     | 演出     | 作畫監督                                                                                                   |
| ---- | -------- | ------------------------ | -------- | -------- | -------- | --- |
| 1    |          | 我不懂這個世界           | 待田堂子 | 高田雅博 | 高田雅博 | 植田羊一、佐光幸惠、樱井正明、常盘健太郎                                                                   |
| 2    |          | 我找到了新目標           | 待田堂子 | 高田雅博 | 大西健太 | 矢部真奈美、上武优也、臼田美夫、樱井拓郎、江崎稔                                                           |
| 3    |          | 二瀨真由子，抱歉         | 高田雅博 | 西森章   | 黑濑大辅 | 迫江沙罗、服部益美、饭饲一幸、申荣淳                                                                       |
| 4    |          | 我不會向這個世界低頭     | 高田雅博 | 西森章   | 喜多幡彻 | 藤田正幸、小泽圆、中原清隆、江嵜稔                                                                         |
| 5    |          | 驚人的終極武器           | 待田堂子 | 松园公   | 高山智也 | 五十内裕辅                                                                                                 |
| 6    |          | 如果我成為完美的神       | 待田堂子 | 西森章   | 薮内悠   | StudioEverGreen、虞剑、葛欢、Studio24FPS                                                                   |
| 7    |          | 我會終結這個領域         | 高田雅博 | 松园公   | 古川博之 | 饭泉俊臣、阿部达也、岩崎令奈、青野厚司、相音光、宫胜秀、小川浩司、、                                       |
| 8    |          | 我捨棄了人性，但沒關係   | 待田堂子 | 西森章   | 真野玲   | 饭饲一幸、迫江沙罗、金元会、陈烧灿、永田有香、、                                                           |
| 9    |          | 我們之中誰會活得比較酷？ | 待田堂子 | 松园公   | 高林久弥 | 阿部达也、大野勉、佐光幸惠                                                                                 |
| 10   |          | 我們的敵人是渴望混亂的人 | 待田堂子 | 西森章   | 大西健太 | 矢部真奈美、驮场功益、臼田美夫、樱井拓郎、                                                                 |
| 11   |          | 我代表正義！             | 高田雅博 | 松园公   | 仓谷凉一 | 五十内裕辅                                                                                                 |
| 12   |          | 這是天空侵犯             | 高田雅博 | 高田雅博 | 喜多幡彻 | 植田羊一、牛岛勇二、五十内裕辅、中原清隆、北村友幸、藤田正幸、小泽圆、臼田美夫、大野勉、樱井拓郎、驮场功益 |